# 百目鬼恭三郎
百目鬼 恭三郎（どうめき きょうざぶろう、1926年（大正15年）2月8日 - 1991年（平成3年）3月31日）は日本の新聞記者、文芸評論家。匿名で発表した原稿も多い。

## 来歴
北海道小樽市に生まれ、群馬県前橋市に育ち、旧制群馬県立前橋中学校（現・群馬県立前橋高等学校）に学ぶ。旧制新潟高等学校で丸谷才一と知り合う。東京大学文学部英文学科を卒業後、母校群馬県立前橋高等学校勤務を経て、補欠社員募集に応じて朝日新聞社に入る。入社当初は宇都宮支局にて刑事事件の記事を書いていた。
入社4年後に東京本社学芸部に転属。まもなく安西均の後任として詩壇を担当したが、現代詩に疎いため、大学時代の友人である篠田一士にたびたび意見を訊いていた。
1966年、学芸部長に疎まれて社会部に追いやられたが、不本意な人事のために仕事に情熱が持てず、怠け者との評判を立てられ、3年余りで調査研究室に追いやられた。ここでは副主査を務め、2年足らずを過ごしたが、主査と意見が合わずにやはり疎まれていたという。
再び学芸部に戻った後は、社会部時代の友人深代惇郎の尽力で編集委員に任ぜられ、1973年から1975年まで、「子不語」名義で朝日新聞に「作家WHO'S WHO」を連載。さらに、1976年から1983年まで『週刊文春』誌上にて「風」名義で書評を連載した。博覧強記と毒舌をもって知られ、都留重人、山本健吉、筒井康隆、川上宗薫、佐藤愛子など、敵を作ることも多かった。
1982年、丸谷才一が『裏声で歌へ君が代』を刊行した際に、新聞の一面でこれを絶賛したところ、江藤淳から同級生同士の仲間褒めであると厳しく批判された。
1984年に朝日新聞社を退社。半ば喧嘩別れのような形での退社であり、1985年には『新聞を疑え』（講談社）の中で、朝日新聞社の事大主義的体質を激しく批判した。
書評コラム執筆の他に、共立女子短期大学教授も務めた。肝硬変で死去。葬儀では丸谷才一が弔辞を読んだ。

## 論争
川上宗薫・佐藤愛子
百目鬼が「作家WHO'S WHO」（のち『現代の作家101人』）で、川上宗薫を「他人への感情が欠落し、自己中心の感覚しかもたず、好色で、小心者のくせに楽天的で、世間に対してタカをくくる癖がある」「純文学作家としてポシャったのち、ポルノ作家として再起した」「自分の感受性だけで書いて、人間をよく見ることのできない川上の純文学は、早晩ポシャる運命にあった」「およそ人間性と無縁なポルノ読み物に、川上がむいていることもまた、たしかなのである」などとこき下ろした。これに対して、川上の友人であった佐藤愛子は激怒し、「巾着きりのツェツェ蠅のインポテンツのゲス野郎め」「朝日新聞という大看板の下に棲息するネズミ」などと百目鬼を罵った。
川崎長太郎・井上ひさし
百目鬼が『週刊文春』に匿名で寄稿していたコラム「風」にて、川崎長太郎の私小説を徹底的に批判した。百目鬼は、1949年を舞台にした川崎の小説について、登場人物がアメリカの水爆実験について言及する場面について、アメリカが水爆実験を行ったのは1952年だからこの台詞はありえないと主張し、社会派のふりをした創作である、などの批評を展開した。これに対し、井上ひさしが川崎を擁護する論陣を張った。井上は当時の文献を調査したうえで、1949年の『科学朝日』に水爆実験を取り上げた記事が既に掲載されていたと指摘し、具体的な典拠を提示して百目鬼を批判した。
丸谷才一・江藤淳
1982年、丸谷才一が『裏声で歌へ君が代』を刊行した際に、百目鬼は新聞の一面でこれをとりあげて絶賛した。これに対し、江藤淳は、二人は同級生であり仲間褒めであると指摘し、新聞の一面で小説を褒めるのは異例であると厳しく批判した。
江藤が月1回連載していた朝日新聞「文芸時評」を、百目鬼が初期に編集担当していた、完本は2冊組で新潮社。なお、百目鬼は後年に、江藤の著書『昭和の文人』（新潮社）をやや批判的に論評している（遺著『解体新著』に所収）。

## 著書
- 『日本文学の虚像と実像』 至文堂、1970年
- 『現代の作家101人』 新潮社、1975年
- 『新潮社八十年小史』 新潮社、1976年 - 非売品
- 『たった一人の世論』 ダイヤモンド社、1977年
- 『奇談の時代』 朝日新聞社、1978年／朝日文庫、1981年 - 1979年日本エッセイスト・クラブ賞受賞
- 『風の書評』 ダイヤモンド社、1980年 - 「風」名義で百目鬼の名は伏せられている
- 『続 風の書評』 ダイヤモンド社、1983年 - 続編、百目鬼名義になり「風」の正体が明かされた
- 『新古今和歌集一夕話（ひとよがたり）』 新潮社、1982年
- 『読書人読むべし』 新潮社、1984年
- 『新聞を疑え』 講談社、1984年
- 『乱読すれば良書に当たる』 新潮社、1985年
- 『風の文庫談義』 文藝春秋、1991年 - 没後刊、丸谷才一の弔辞収録
- 『解体新著』 文藝春秋、1992年 - 没後刊